# Insécurité
Pour les articles homonymes, voir Insécurité (homonymie).
L'insécurité est un sentiment qui renvoie l'être humain à l'instabilité. L'insécurité peut être liée à la perte d'un emploi, à un lieu soumis à la délinquance ou à un état que l'être humain peut ressentir lorsqu'il se sent en danger,.
Abraham Maslow décrit une personne inquiète qui « perçoit le monde comme une jungle menaçante et la plupart des êtres humains comme dangereux et égoïstes ; se sent rejetée et isolée, anxieuse et hostile ; est généralement pessimiste et malheureuse ; montre des signes de tension et de conflit, a tendance à se replier sur elle-même ; est troublée par des sentiments de culpabilité, présente l'une ou l'autre perturbation de l'estime de soi ; a tendance à être névrosée ; et est généralement égoïste et égocentrique ».

## Neurochimie
Dans une certaine mesure, la sécurité émotionnelle est une fonction de la neurochimie : certaines personnes sont naturellement prédisposées à se sentir moins heureuses et à être plus affectées par les événements naturels, par exemple en cas d'hypothyroïdie. Pour remédier à ces déficiences naturelles, des médicaments, comme les ISRS ou même les stimulants, sont souvent prescrits. Les effets secondaires peuvent toutefois, dans de nombreux cas, annuler leurs effets positifs, par exemple lorsque les antidépresseurs rendent l'expérience de l'orgasme difficile, voire impossible, en rendant le cerveau incapable de couper le flux des hormones habituellement associées aux émotions positives, mais qu'il est nécessaire de bloquer soudainement pendant de courtes périodes pour que l'orgasme se produise. Ces médicaments atténuent à la fois les « hauts et les bas », sapant ainsi, pour certaines personnes, une énergie précieuse et inspirante de la vie. Cependant, chaque individu doit peser le pour et le contre de telles situations, et dans de nombreux cas, les dangers d'une sécurité émotionnelle naturellement faible peuvent être pires que les effets secondaires  appropriés, notamment lorsqu'une personne est suicidaire.